# Бурав Пресслера

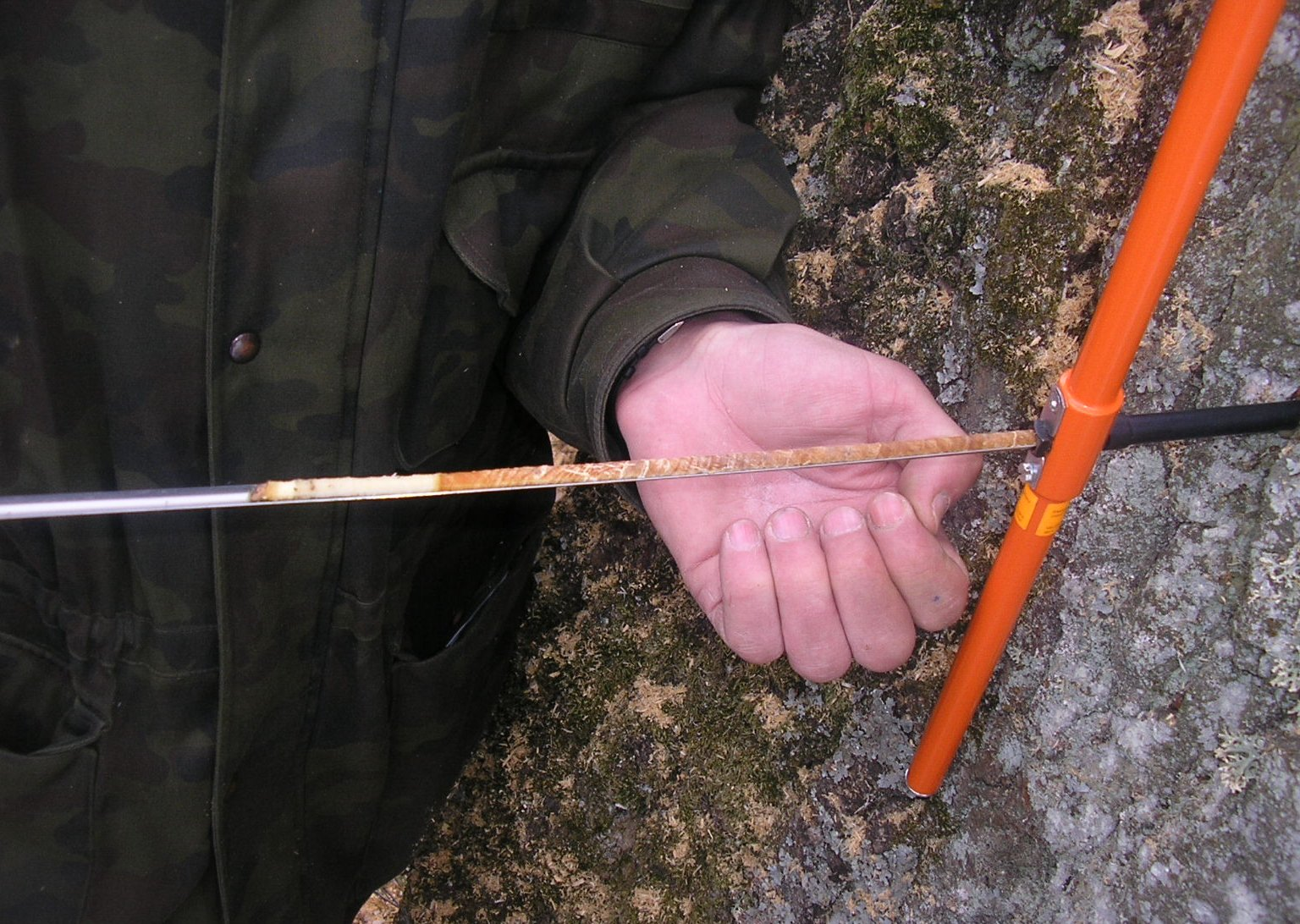
Бурав с образцом

Бурав Пресслера — специализированный дендрохронологический инструмент для взятия проб из ствола живого дерева с минимальным вредом для него.

## Конструкция
Состоит из рукоятки, трубчатого буравчика и полуцилиндрического экстрактора для выбуренной колонки древесины, называемой керном. По керну можно сосчитать годичные кольца и определить возраст дерева и скорость его роста. Инструмент, как правило, разбирается, экстрактор вставляется в бурав, бурав — в рукоятку, в результате получается компактная и удобная укладка.
Буравчики бывают различной длины и толщины. Наиболее распространены диаметры 4,0; 4,3; 5,15 мм. Резьба бывает двухзаходная и трёхзаходная. Буравчики с двухзаходной резьбой используются в твёрдой древесине, поскольку продвигаются медленнее и создают больший осевой упор. Трёхзаходные, соответственно, работают быстрее и в мягкой древесине.

## Работа с буравом
Использование бурава требует специального обучения. Обычно образцы берут на высоте груди или у основания ствола, смотря где удобнее. Буравчик обильно смазывают во избежание его застревания и поломки. Перед укладкой на хранение все части инструмента протирают досуха, чтобы не ржавел, бурав затачивают заблаговременно, не дожидаясь затупления.